# Cochindi
Cochindi är en ort i Mexiko.   Den ligger i kommunen Tierra Blanca och delstaten Veracruz, i den sydöstra delen av landet, 300 km öster om huvudstaden Mexico City. Cochindi ligger 37 meter över havet och antalet invånare är 275.
Terrängen runt Cochindi är mycket platt, och sluttar österut. Runt Cochindi är det ganska tätbefolkat, med 65 invånare per kvadratkilometer. Trakten runt Cochindi består till största delen av jordbruksmark.